# Prigonrieux
Prigonrieux (okzitanisch: Prigond Riu) ist eine französische Gemeinde mit 4362 Einwohnern (Stand: 1. Januar 2022) im Département Dordogne in der Region Nouvelle-Aquitaine. Sie gehört zum Arrondissement Bergerac und ist Teil des Kantons Pays de la Force.

## Geographie
Prigonrieux liegt in der Landschaft Périgord am Fluss Dordogne, der auch die südliche Gemeindegrenze bildet. Umgeben wird Prigondrieux von den Nachbargemeinden Lunas im Norden, Ginestet im Nordosten, Bergerac im Osten, Saint-Laurent-des-Vignes im Südosten, Lamonzie-Saint-Martin im Südwesten, La Force im Westen und Saint-Georges-Blancaneix im Nordwesten.
Die Gemeinde gehört zum Weinbaugebiet Rosette.

## Bevölkerungsentwicklung
| Jahr      | 1962 | 1968 | 1975 | 1982 | 1990 | 1999 | 2006 | 2017 |
| Einwohner | 1498 | 1728 | 2461 | 3093 | 3721 | 3956 | 3850 | 4157 |

## Sehenswürdigkeiten
- Kirche Notre-Dame-de-la-Nativité
- Kapelle Sainte-Marie-des-Anges im Ortsteil Peymilou

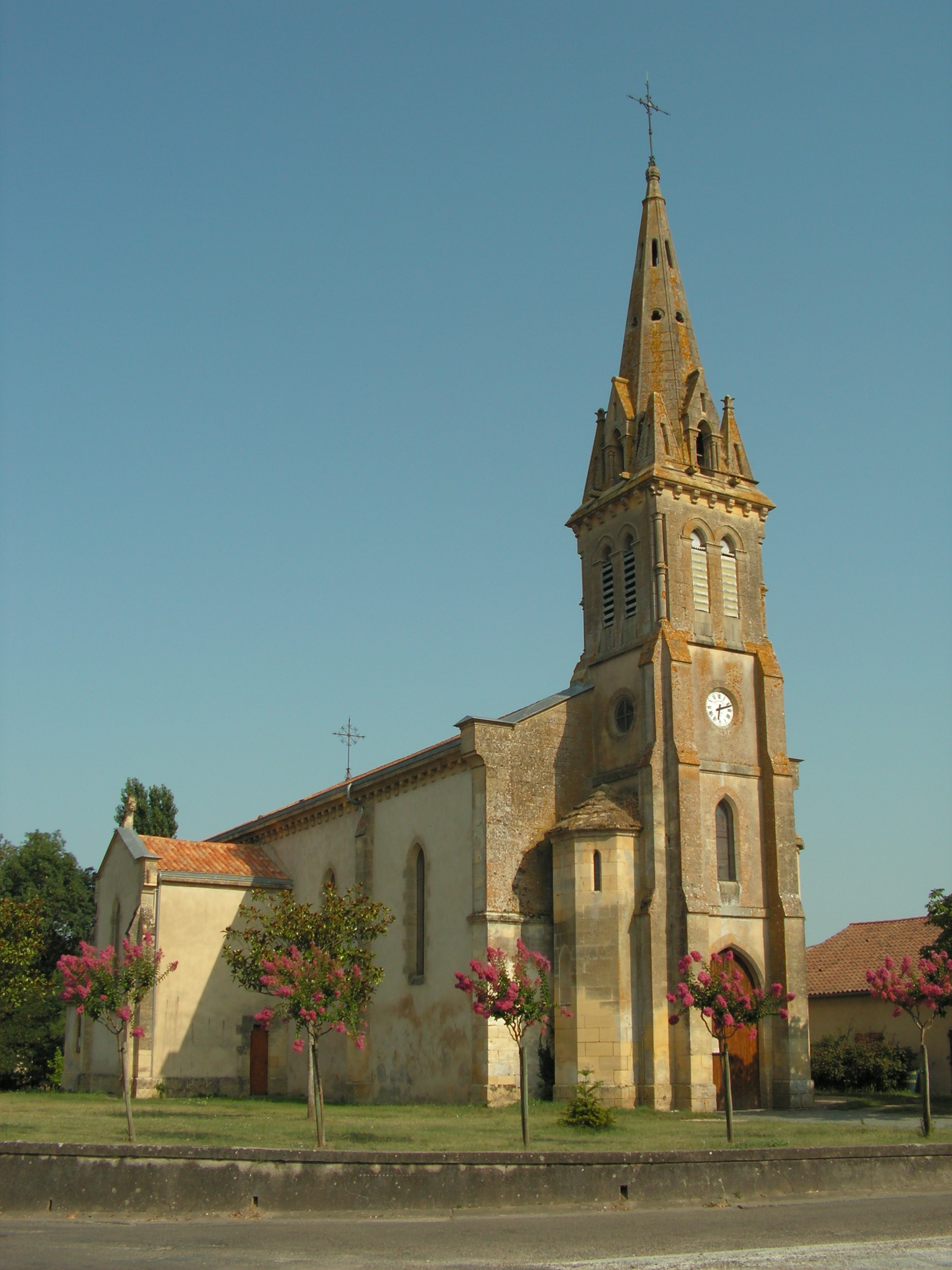
Kirche Notre-Dame-de-la-Nativité

## Gemeindepartnerschaft
Mit der kanadischen Gemeinde Charlemagne in Québec besteht seit 1978 eine Partnerschaft.